# 细茎驼蹄瓣
细茎驼蹄瓣（学名：Zygophyllum brachypterum）为蒺藜科驼蹄瓣属的植物。分布在蒙古、中亚以及中国大陆的新疆等地，生长于海拔70米至1,100米的地区，多生在荒漠地带山坡下部和河谷，目前尚未由人工引种栽培。

## 别名
细茎霸王（中国沙漠植物志）